# Пакна
Пакна — гора в муниципальном образовании «Ивдельский городской округ» Свердловской области, Россия.

## Географическое положение
Гора Пакна расположена в муниципальном образовании «Ивдельский городской округ» Свердловской области, в северной части хребта Чистоп, в 4,5 километрах к северу-северо-западу от горы Чистоп. Высота горы Пакна - 898,9 метра. До 750 метров гора покрыта лесом, выше редколесье и каменные россыпи.